# Fuerzas Aéreas del Ejército de los Estados Unidos en Alemania

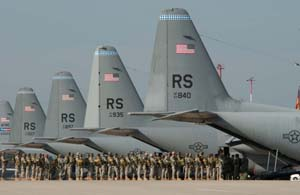
Aviones Hercules C-130 en la Base Aérea de Ramstein, Alemania.

Desde el 7 de mayo de 1945, los Estados Unidos han mantenido bases aéreas en Alemania, comenzando de manera inicial con las tropas de ocupación de la posguerra. Durante la Guerra Fría, se incrementó el número de bases para apoyar a la OTAN. 
Al día de hoy, solamente las bases aéreas de Ramstein y la de Spangdahlem permanecen desplegadas a servicio completo en Alemania, como apoyo a las operaciones en curso en el Medio Oriente y los Balcanes. 

## La posguerra
Al final de la Segunda Guerra Mundial, las bases de las Fuerzas Aéreas del Ejército de los Estados Unidos (USAF) en la Zona de Ocupación en Alemania fueron seleccionadas cuando no había absolutamente ningún requisito para la planificación táctica defensiva. Los encargados de la planificación de las bases militares simplemente tomaron las antiguas bases utilizables de la Luftwaffe. Las repararon y utilizaron para transportes y para sus obligaciones durante la ocupación. 
Las primeras bases de la USAF y unidades de la zona de ocupación americana en 1947 fueron::
- Base Aérea Erding
- Base Aérea Fürstenfeldbruck
- Base Aérea Landsberg
- Base Aérea Kaufbeuren
- Base Aérea Neubiberg
- Base Aérea Rhein-Main
- Aeropuerto Central Tempelhof

## Guerra Fría
Con la llegada del Bloqueo de Berlín y el enfriamiento de las relaciones con la Unión Soviética en 1948, se hizo evidente para los planificadores de la USAF, que estas bases eran tácticamente insostenibles debido a su proximidad con las fronteras de Alemania Oriental y Checoslovaquia.
Con la creación de la OTAN en respuesta a las tensiones de la Guerra Fría en Europa, la USAF quería que sus unidades de combate vulnerables en el oeste de Alemania se trasladasen al oeste del río Rin para proporcionar mayor tiempo de aviso de defensa aérea. Francia rápidamente acordó proporcionar bases aéreas dentro de su zona de ocupación en Renania-Palatinado, en el marco del programa de ampliación de la OTAN. Estos nuevos sitios, estarían cincuenta millas (80 km) o más al oeste del río Rin y la mayoría se encontraban en las colinas de entornos rurales.
La adquisición de tierras en Renania-Palatinado fue rápida, y en 1951 comenzó la construcción de seis nuevas bases aéreas. Estas bases no habían sido financiadas por la OTAN, sino con dinero de la USAF parcialmente compensado por los pagos de reparación de guerra contra Alemania, y la construcción fue realizada por contratistas de Alemania Occidental. Se completaron a tiempo y la calidad de las mismas fue muy alta. Las bases en Zweibrücken y Pferdsfeld fueron construidas con fondos de la USAF, pero fueron asignadas a la Real Fuerza Aérea Canadiense (RCAF) en 1952.
En 1968 la RFAC trasladó sus fuerzas hacia Söllingen y Lahr en Baden-Württemberg. La base de Pferdsfeld fue entregada a la Fuerza Aérea de Alemania Occidental, y Zweibrücken a la USAFE (Fuerzas Aéreas de los Estados Unidos en Europa).
Las principales bases aéreas en la Alemania Occidental durante la Guerra Fría fueron:
- Base Aérea Rhein-Main
- Base Aérea Sembach
- Base Aérea Hahn
- Base Aérea de Bitburg
- Base Aérea Ramstein-Landstuhl
- Base Aérea de Spangdahlem
- Aeropuerto Central Tempelhof (Berlín occidental)
- Estación Aérea Lindsey en la Base Aérea Wiesbaden
- Base Aérea Zweibrücken

## Después de la Guerra Fría
Con la caída del Muro de Berlín y el final de la Guerra Fría, hubo una retirada de aviones tácticos y de personal de Estados Unidos en Alemania. De conformidad con el Tratado sobre la liquidación final con respecto a Alemania (también conocido como el Acuerdo de dos-más-cuatro (alemán: Zwei-plus-Vier-Vertrag) de 1990, ninguna fuerza armada extranjera ni armas nucleares o de sus compañías aéreas estarían estacionadas en la antigua República Democrática Alemana o desplegadas allí, convirtiéndola en una zona libre de armas nucleares.
Este tratado abrió el camino para la reunificación alemana el 3 de octubre de ese año, y los numerosos cambios en Europa durante la década de 1990.
Las bases aéreas en Hahn, Bitburg, Wiesbaden y Zweibrücken fueron cerradas por la USAF y entregadas al gobierno alemán en 1993. En julio de 1994, con la asistencia del Presidente Clinton, las fuerzas aéreas y terrestres de británicos, franceses y estadounidenses en Berlín fueron desactivadas en una ceremonia en el campo Four Ring del Aeropuerto Central Tempelhof. Con esta ceremonia, terminó oficialmente el último vestigio de la Segunda Guerra Mundial en Alemania. Rhein-Main se cerró a finales de 2005 y sus misiones logísticas se transfirieron a Ramstein y Spangdahlem.
La Base Aérea Sembach sigue en activo como un mecanismo de apoyo para la Base Aérea Ramstein. La pista de aterrizaje y las instalaciones en funcionamiento en Sembach fueron entregadas al gobierno alemán. Sólo las instalaciones de apoyo se encuentran todavía en uso por USAFE (Fuerzas Aéreas de Estados Unidos en Europa), y está en proceso de ser cerrada.
Hoy en día, solamente la Base Aérea Ramstein y la Base Aérea Spangdahlem siguen plenamente en servicio activo, como apoyo a las operaciones en curso en Oriente Medio y los Balcanes.